# Lasionycta yukona
Lasionycta yukona là một loài bướm đêm trong họ Noctuidae.